# 臉
- 關於社会属性中的脸面，請見「面子」。
- 關於蔡明亮執導的同名電影，請見「臉 (電影)」。

臉（「臉」通「面」、臉又稱臉孔、臉龐、顏臉）是人類和動物的多種感覺器官的集合。臉通常位於頭部的正面，而且通常只有一個。臉的範圍約為額至頷。包括額、眉、睫毛、眼、鼻、耳、口、唇、皮肤、臉頰、人中、齒、頷等器官或部分頭髮。臉具有表情表達、外觀展現、提供他人辨識...等不同的功能。也有許多不同的感覺器官，具有嗅覺、味覺、聽覺、視覺。
其中眼、耳、口、鼻、喉称为五官，主要就是指顏面器官。在中医学裡，脸还反映出人的健康状况。

## 臉部的獨特性與辨識
臉是最容易辨識一個人的部位。因為大腦中有一些特殊的區域，例如梭形臉部區（梭狀回面孔區；梭狀臉區；紡錘狀臉部區域；fusiform face area，縮寫作FFA），如果梭狀臉區被破壞，就會失去辨識人類臉孔的能力，就連最親密的家人也無法辨識。特定器官如眼負責臉部辨識偵測外來訊號，再由大腦辨析，找出生物特徵，藉此來分辨每一個不同的人。梭狀臉區中的內梭狀迴在接收到臉孔的訊息時會被激活，而且在害羞的人與善於社交的人表現並不相同，一項研究證實查看陌生人的圖像時，害羞的成人內梭狀迴活化的程度比善於社交的成年人顯著地少。除此之外，另一項研究指出觀看到吸引人的臉孔時內梭狀迴活化的程度會更高，主因為美麗的容貌喚起廣泛的神經網絡，包括知覺、獎勵、決策等迴路。

## 比喻
將臉這個詞做廣泛使用，可以將一個系統中面向前方或與外界接觸的部位稱為臉。像是建築中的立面即是房子的外牆，通常在正面，這個詞彙來自於法語。其他的例子像是一個機構的發言人，在英文中即會使用the "face" of某個機構這種用法。在社會學之中也會使用「面子」一詞（英文同樣使用face），通常用於國際社會間國家的聲譽與尊嚴。

## 整容

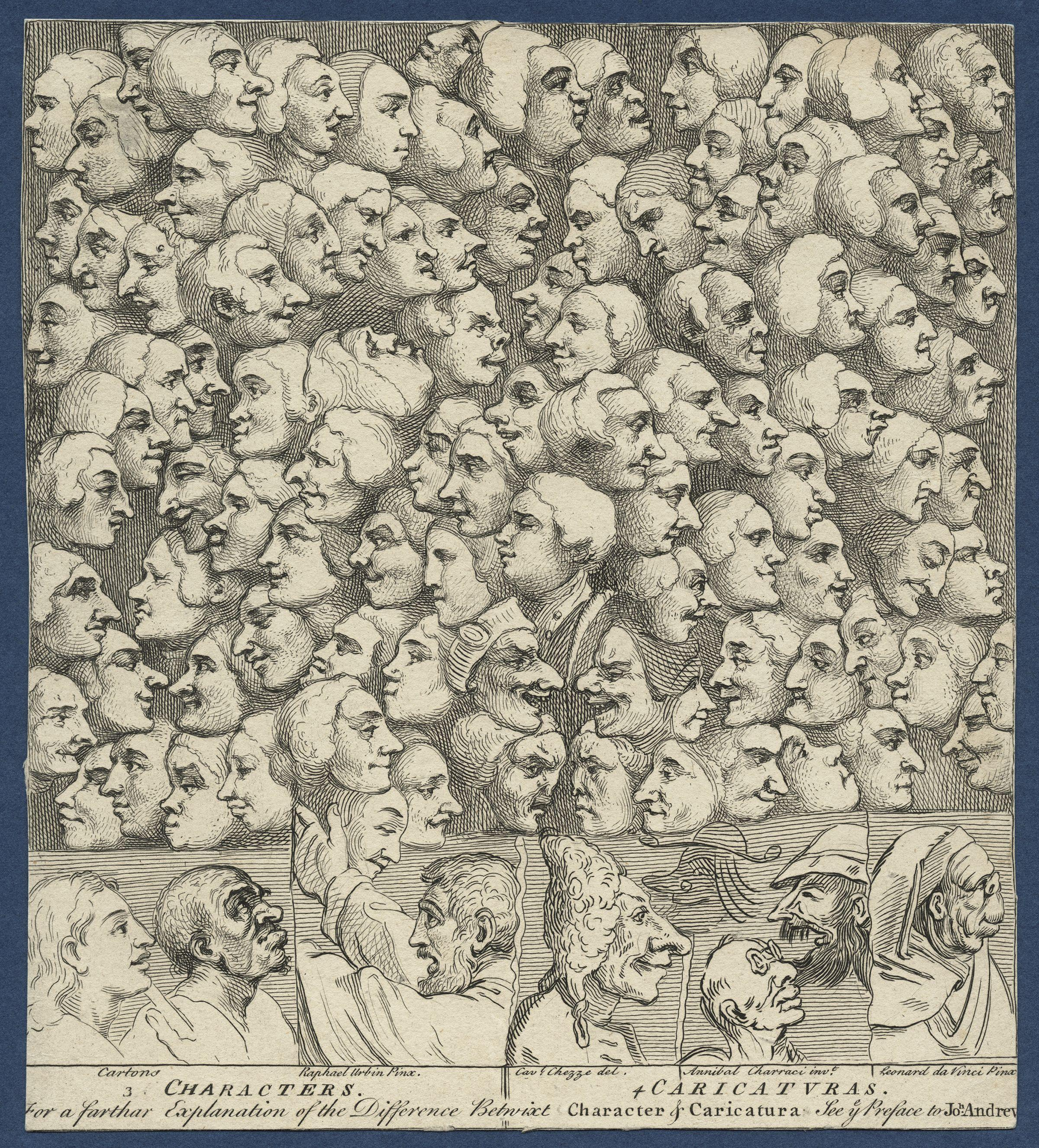
多種漫畫中描繪臉部的情況

顏面整型（整容）是統稱改變臉部特徵的手術，包括割双眼皮、垫下巴、隆鼻、嫩唇、造酒窝、矫正牙齿、除皱、除痘、种睫毛、除毛等。除了美容整形，整形手術也用於臉部創傷的治療。據報導指出，法國在2005年進行全世界第一例全臉部移植，美國在2008年也為一位受到高壓電燒傷的男子做全臉部移植，現在已經可以做出笑的表情。

## 漫畫
漫畫往往會加強甚至誇大臉部特徵，任人更容易辨識出作者想要凸顯的部分。例如奧薩瑪·賓·拉登會強調臉部毛髮與鼻子；喬治·沃克·布希則會強調耳朵，如同大象一般的大；傑·雷諾會誇大下巴與頭；米克·傑格則會強調嘴唇。可以讓人對漫畫中的人物留下深刻的印象。

## 臉部感知與認同
格式塔學派的理論中認為臉不僅包含五官，而具有形式上的意義。因為人的臉部通常被視為一個整體，而非只是身體的一部份。加利·L·艾倫認為人類臉部的演化對人類相當重要，因為嬰兒在出生之後會具有與父母親相似的臉孔，讓父母親辨認上比較容易、快速、不易誤認，也因為具有相似的臉孔，而不會輕易的就將嬰兒丟棄。加利·L·艾倫的論點是由心理學的角度出發，再配合格式塔學派的理論。

## 表情
臉可以在自覺與不自覺的情況下表達情緒。皺眉通常表示不滿；笑則代表某人很高興。可以解讀他人臉部的表情主要建構在換位思考、解讀他人反應、預期情緒表達之後的行為上。一項使用多模型情緒辨識的研究試圖測量出情緒並將之量化。
除了情緒表達外，人類還可以判斷情緒表達的真假。有一項研究讓受試者分辨真誠的笑與矯揉造作的笑，結果顯示年輕與年長的受試者均可以辨識年輕人的微笑真假，但年長的受試者在辨識年長的受試者具有較佳的能力。這表示，隨著經驗和年齡的增加，人們可以更準確地感知各個年齡組的真實情感。

## 延伸阅读
[在维基数据编辑]
 《欽定古今圖書集成·明倫彙編·人事典·面部》，出自陈梦雷《古今圖書集成》